# Takashi Matsumoto (poète)
Pour les articles homonymes, voir Matsumoto.
Takashi Matsumoto (松本 たかし, born 松本 孝, Matsumoto Takashi, 5 janvier 1906 – 11 mai 1956) est un poète japonais de haiku de l'ère Shōwa.

## Jeunesse
Né dans le quartier Sarugakuchō de Tokyo dans une famille d'acteurs du théâtre nô de l'école Hosho, Matsumoto fait ses débuts sur scène à l'âge de huit ans. Dès son plus jeune âge, il s'efforce de perfectionner ses compétences en tant qu'acteur nô. Il s'intéresse à la littérature chinoise classique, à la calligraphie japonaise, à la langue anglaise, ainsi qu'au théâtre populaire et à la narration comique rakugo.
Alors qu'il est en convalescence en 1921, il tombe sur la revue littéraire de haïku Hototogisu. Plus tard, il adhère au Shippo-kai, cercle de haïku surtout destiné aux acteurs de nô et commence à étudier le haïku auprès du célèbre poète Kyoshi Takahama. Vers l'âge de 20 ans, Matsumoto abandonne l'idée de devenir acteur nô en raison de ses problèmes de santé et se tourne vers la composition de haïku à titre professionnel.
Après avoir passé l'été 1925 en convalescence à Kamakura, Matsumoto s'y installe l'année suivante et y demeure jusqu'en 1945. Pendant cette période, il compose de nombreux vers consacrés à cette ville de la préfecture de Kanagawa.
En 1929, il rejoint le groupe Hototogisu où il est reconnu comme un égal du très acclamé Kawabata Bosha.

## Carrière littéraire
En 1935, Matsumoto publie la première anthologie haiku, Matsumoto Takashi Kushu, suivie des anthologies Taka (« Faucon »), Yumi (« Flèche »), Nomori (« Garde forestier ») et des recueils d'essais Ego no Hana (« Floraison du styrax ») et Kanawa (« Anneau de fer »)
En 1946, il fonde sa propre revue littéraire, Fue (« Flûte »). Il compose également un roman biographique consacré à Hōshō Kurō (de), acteur nô de la fin du XIXe siècle. En 1954, il est lauréat du prix Yomiuri de littérature pour ses haiku.
Matsumoto meurt en 1956 à l'âge de 50 ans.

## Ouvrages (sélection)
- Matsumoto Takashi Kushū (松本たかし句集), haïku
- Taka (鷹), haïku
- Yumi (弓), haïku
- Nomori (野守), haïku
- Ego no Hana (えごの花), essais
- Kanawa (鉄輪), essais
- Notices d'autorité :   - VIAF
  - ISNI
  - IdRef
  - LCCN
  - GND
  - Japon
  - CiNii
  - WorldCat

## Adaptation au cinéma
- 1953 : Le Trône du maître de nô (獅子の座, Shishi no za?), film japonais de Daisuke Itō avec Kazuo Hasegawa et Kinuyo Tanaka, adapté du roman biographique de Takashi Matsumoto sur l'acteur nô Hōshō Kurō (de).

## Source de la traduction
- (en) Cet article est partiellement ou en totalité issu de l’article de Wikipédia en anglais intitulé « Matsumoto Takashi » (voir la liste des auteurs).